# Bataille de Baton Rouge
Guerre d'indépendance des États-Unis
La bataille de Bâton-Rouge se termine le 21 septembre 1779 lors de la Guerre d'indépendance des États-Unis. Bâton-Rouge est la seconde place britannique à tomber aux mains de l'Espagne lors de l'incursion de Bernardo de Gálvez dans le territoire anglais de Floride Occidentale.
Après la prise de Fort Bute, Gálvez arrive à Bâton-Rouge le 20 septembre et constate qu'il s'agit d'une place forte occupée par 300 hommes de l'armée régulière. Sous le feu des canons du fort et ne pouvant exposer sa propre artillerie, Gálvez ordonne une feinte par le nord, à travers la forêt qui encercle la ville. Les Anglais tournent leur canons vers le nord et bombardent massivement cette position, mais les Espagnols cachés par l'épais feuillage n'ont à déplorer que trois blessés. Pendant ce temps, les ingénieurs et spécialistes de siège de Gálvez ont fait creuser des tranchées et établir des abris sûrs pour les canons qui commencent à tirer sur le fort.
Les Britanniques endurent trois heures de pilonnage intensif puis se rendent. Les termes de la capitulation négociés par Gálvez comprennent la reddition des 80 hommes de Fort Panmure, aujourd'hui Natchez. Cet arrangement chasse toutes les forces britanniques de l'estuaire du Mississippi, ce qui met cette grande voie navigable sous contrôle allié. Quelques jours après la victoire de Gálvez, des corsaires américains se glissent dans les eaux du lac Pontchartrain avec sa bénédiction et en chassent les forces britanniques.